# Ohlalà! Festival de cinema francòfon de Barcelona
Ohlalà! és el nom del primer festival de cinema francòfon de Barcelona. Celebrat anualment del 2018 ençà, projecta una selecció de pel·lícules en francès durant prop d'una setmana i en premia algunes.
El festival està dividit en dues seccions: la primera és la secció oficial de pel·lícules francòfones recents que s'han mogut per diferents festivals internacionals i que competeixen en aquest festival també, i la segona és una retrospectiva de pel·lícules d'un director francòfon, que canvia per a cada edició, però els films no participen en la competició oficial del festival.
Cada any, venen alguns directors i actors durant el festival per comentar les seves pel·lícules amb els espectadors i organitzar un debat amb ells.

## Premis
El festival Ohlalà! atorga tres premis diferents a pel·lícules que participen en la secció oficial, a més d'alguns premis com la menció especial. El primer és el premi del públic: cada espectador, al final d'una pel·lícula, valora en un paper el llargmetratge que acaba de veure. El segon premi és del jurat jove: compost per diversos alumnes d'instituts com el Lycée français de Barcelone, per exemple, que visualitzen totes les pel·lícules de la competició i decideixen la que prefereixen per atorgar-li el premi. Per acabar, novetat de l'edició 2019, hi ha un premi d'un jurat de la crítica compost pels periodistes María Adell, Marta Armengou, Philipp Engel, Eulalia Iglesias i Pere Vall, que trien també la que consideren millor després d'haver-les visualitzat totes.

## 2a edició

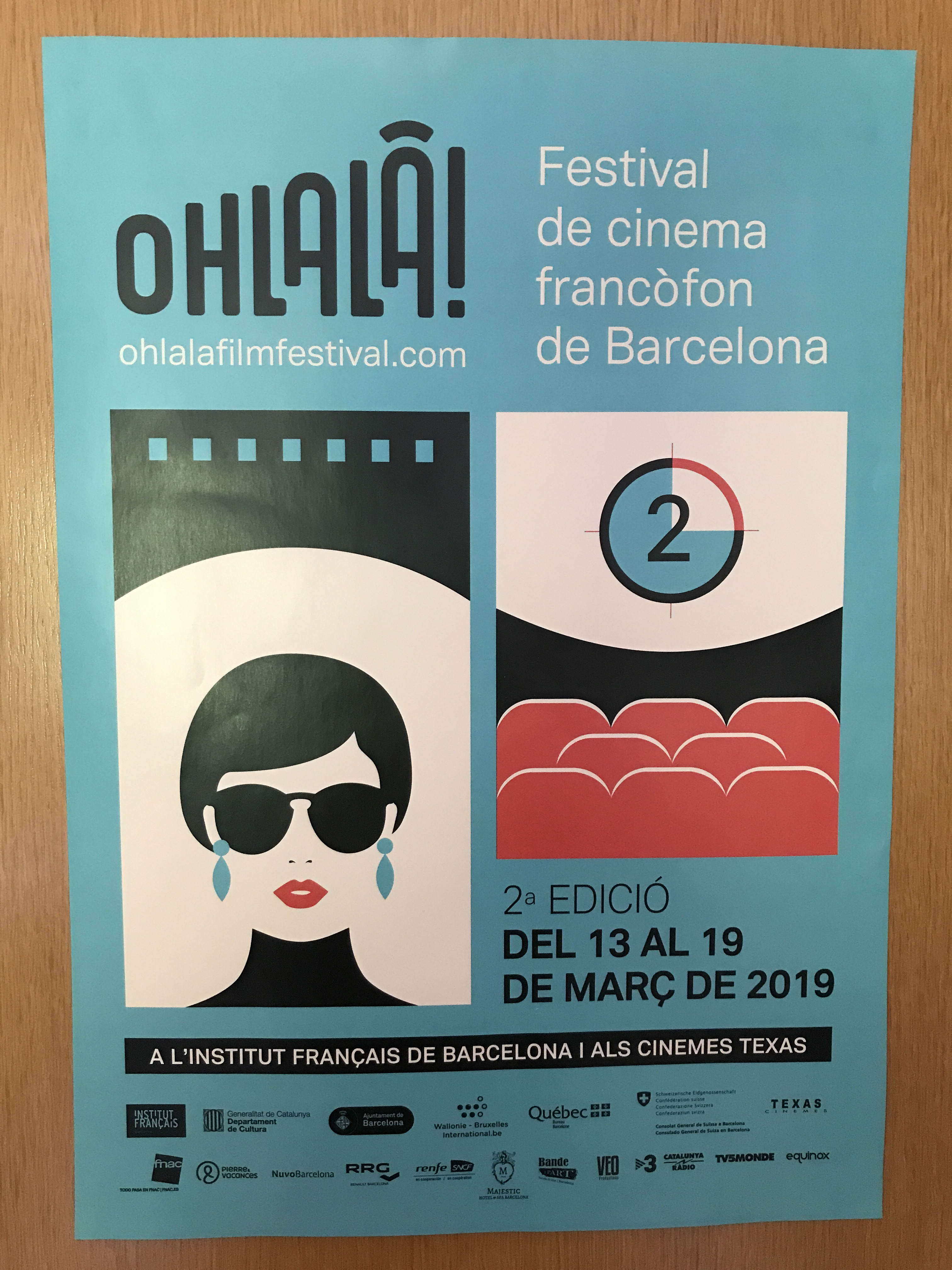
Pòster de la 2a edició del festival.

El 2019, vist el bon seguiment de la primera edició, es va repetir l'esdeveniment. En aquest cas, les sessions es van repartir entre el 13 i el 19 de març a l'Institut Francès de Barcelona i els Cinemes Texas.
| Títol original                | Direcció                         | País de producció            |
| ----------------------------- | -------------------------------- | ---------------------------- |
| En liberté !                  | Pierre Salvadori                 | França                       |
| Les Chatouilles               | Andréa Bescond Éric Métayer      | França                       |
| Mon cher enfant               | Mohamed Ben Attia                | França Bèlgica Tunísia Qatar |
| L'homme qui répare les femmes | Thierry Michel Colette Braeckman | Bèlgica                      |
| Un amour impossible           | Catherine Corsini                | França                       |
| Le vent tourne                | Bettina Oberli                   | França Suïssa                |
| Nos batailles                 | Guillaume Senez                  | França Bèlgica               |
| Pupille                       | Jeanne Herry                     | França                       |
| En guerre                     | Stéphane Brizé                   | França                       |
| Les Rois mongols              | Luc Picard                       | Canadà                       |
| Dilili à Paris                | Michel Ocelot                    | França Alemanya Bèlgica      |

| Títol original   | Direcció        | País de producció |
| ---------------- | --------------- | ----------------- |
| Place publique   | Agnès Jaoui     | França            |
| Au bout du conte | Agnès Jaoui     | França            |
| Comme une image  | Agnès Jaoui     | França            |
| Aurore           | Blandine Lenoir | França            |

## 3a edició
El 2020, va haver-hi dualitat formal: d'una banda, sessions a l'Institut Francès de Barcelona; de l'altra, produccions disponibles a Filmin; i un sol film emès a la Filmoteca de Catalunya. Originalment havia d'arrencar. al març, però, atesa la pandèmia de COVID-19, finalment va tenir lloc a l'octubre.
| Títol original       | Direcció         | País de producció          |
| -------------------- | ---------------- | -------------------------- |
| La Belle Époque      | Nicolas Bedos    | França                     |
| Notre Dame           | Valérie Donzelli | França Bèlgica             |
| Ceux qui travaillent | Antoine Russbach | Bèlgica Suïssa             |
| Kuessipan            | Myriam Verreault | Canadà                     |
| Un fils              | Mehdi Barsaoui   | Tunísia França Qatar Líban |
| Les Éblouis          | Sarah Suco       | França                     |
| Antigone             | Sophie Deraspe   | Canadà                     |

| Títol original                 | Direcció         | País de producció |
| ------------------------------ | ---------------- | ----------------- |
| Camille                        | Boris Lojkine    | França            |
| Adoration                      | Fabrice Du Welz  | Bèlgica França    |
| Perdrix                        | Erwan Le Duc     | França            |
| Delphine et Carole, insoumuses | Callisto McNulty | França Suïssa     |
| Les Sentiments                 | Noémie Lvovsky   | França            |
| Le Petit Lieutenant            | Xavier Beauvois  | França            |
| Les Gardiennes                 | Xavier Beauvois  | França            |
| Juste la fin du monde          | Xavier Dolan     | Canadà França     |

| Títol original             | Direcció          | País de producció               |
| -------------------------- | ----------------- | ------------------------------- |
| Une liaison pornographique | Frédéric Fonteyne | França Bèlgica Suïssa Luxemburg |

## 4a edició
El 2021, es va mantenir el format de l'edició anterior, amb alternament entre l'Institut Francès de Barcelona (presencial) i Filmin (telemàtic).
| Títol original              | Direcció                | País de producció                 |
| --------------------------- | ----------------------- | --------------------------------- |
| Indes galantes              | Philippe Béziat         | França                            |
| Paris, je t'aime            | Diversos directors      | França Alemanya Suïssa Regne Unit |
| Le père de Nafi             | Mamadou Dia             | Senegal                           |
| La Déesse des mouches à feu | Anaïs Barbeau-Lavalette | Canadà                            |
| Cinquième set               | Quentin Reynaud         | França                            |

| Títol original   | Direcció                     | País de producció      |
| ---------------- | ---------------------------- | ---------------------- |
| Rouge            | Farid Bentoumi               | França Bèlgica         |
| Ouistreham       | Emmanuel Carrère             | França                 |
| Slalom           | Charlène Favier              | França Bèlgica         |
| Gagarine         | Fanny Liatard Jerémy Trouilh | França                 |
| Médecin de nuit  | Élie Wajeman                 | França                 |
| Si le vent tombe | Nora Martirosyan             | França Bèlgica Armènia |

## 5a edició
El 2023, les projeccions es van fer a l'Institut Francès de Barcelona i als Cinemes Girona.
| Títol original                  | Direcció               | País de producció       |
| ------------------------------- | ---------------------- | ----------------------- |
| L'Innocent                      | Louis Garrel           | França                  |
| Dans la nuit                    | Charles Vanel          | França                  |
| Mon légionnaire                 | Rachel Lang            | França Bèlgica          |
| La Traversée                    | Florence Miailhe       | França Alemanya Txèquia |
| La Nuit du 12                   | Dominik Moll           | França Bèlgica          |
| Animal                          | Cyril Dion             | França                  |
| Fragile                         | Emma Benestan          | França                  |
| Astel                           | Ramata-Toulaye Sy      | Senegal França          |
| Les larmes de la Seine          | Diversos directors     | França                  |
| Dry Sea                         | Bart Bossaert Yves Bex | Bèlgica                 |
| Selfies                         | Claudius Gentinetta    | Suïssa                  |
| Au plaisir les ordures !        | Romain Dumont          | Canadà                  |
| Qu'importe si les bêtes meurent | Sofia Alaoui           | França Marroc           |
| Annie Colère                    | Blandine Lenoir        | França                  |
| Tout le monde aime Jeanne       | Céline Devaux          | França Portugal         |
| Incroyable mais vrai            | Quentin Dupieux        | França Bèlgica          |

| Títol original                         | Direcció         | País de producció |
| -------------------------------------- | ---------------- | ----------------- |
| Haut et fort                           | Nabil Ayouch     | Marroc França     |
| Tom à la ferme                         | Xavier Dolan     | Canadà França     |
| Laurence Anyways                       | Xavier Dolan     | Canadà            |
| Viking                                 | Stéphane Lafleur | Canadà            |
| Nos frangins                           | Rachid Bouchareb | França            |
| Le Sixième Enfant                      | Léopold Legrand  | França            |
| Le Pharaon, le Sauvage et la Princesse | Michel Ocelot    | França Bèlgica    |
| Le Prix du passage                     | Thierry Binisti  | França            |
| Un beau matin                          | Mia Hansen-Løve  | França            |
| Mommy                                  | Xavier Dolan     | Canadà            |
| La Mif                                 | Fred Baillif     | Suïssa            |